# كوتشك أستجيق (كتول)
کوتشك أستجیق (بالفارسية: کوچک‌استاجیق) هي قرية تقع في إيران في قسم کتول الریفي. يقدر عدد سكانها بـ 2,086 نسمة .